# Байдак Алла Євгенівна
А́лла Євге́нівна Байда́к (нар. 14 березня 1938, м. Городня Чернігівської області) — народна майстриня. Член НСМНМУ (2001). Премія ім. О. Кульчицької (1992).

## Життєпис
1944 з батьками переїхала в с. Максимівку Збаразького району Тернопільської області, 1949 р. — у Збараж.
Закінчила Тернопільський медичний інститут (1967, нині університет). Працювала в лікарнях Збаража та Вишнівця, від 1991 р. — терапевт Тернопільської міської лікарні № 2.
Виготовляє комірці, силянки з бісеру, декоративні квіти, вишиті рушники, скатерки, серветки, килими, обруси, сукні.
Учасниця виставок у Тернополі та Києві (1991—1994), Москві (1987, 1988).